# أغسطس هاميلتون
أغسطس هاميلتون (بالإنجليزية: Augustus Hamilton)‏ هو مدير متحف ‏ وأحيائي نيوزيلندي، ولد في 1 مارس 1853 في بول في المملكة المتحدة، وتوفي في 12 أكتوبر 1913.